# نارمه علیا
نارمه علیا، روستایی در دهستان پروز بخش امامزاده حسن شهرستان فلارد در استان چهارمحال و بختیاری ایران است.
این روستا جنوبی ترین نقطه استان چهارمحال و بختیاری از لحاظ مختصات جغرافیایی است.

## جمعیت
بر پایه سرشماری عمومی نفوس و مسکن در سال ۱۳۹۵، جمعیت این روستا برابر با ۶۵ نفر (۱۵ خانوار) بوده‌است.